# Coupe d'Europe de beach soccer 2009
 (juillet 2025).
Si vous disposez d'ouvrages ou d'articles de référence ou si vous connaissez des sites web de qualité traitant du thème abordé ici, merci de compléter l'article en donnant les références utiles à sa vérifiabilité et en les liant à la section « Notes et références ».
Navigation
2008 2010
L'Euro Beach Soccer Cup 2009 est la onzième édition de cette compétition regroupant les huit meilleurs nations de beach soccer d'Europe. Elle se déroule à Rome du 22 au 24 mai.
L'Espagne remporte son troisième trophée, le deuxième de suite face au même adversaire suisse.

## Nations participantes
- Espagne

- France

- Hongrie

- Italie

- Pologne

- Portugal

- Russie

- Suisse

## Déroulement
Huit équipes participent au tournoi qui se joue à élimination directe et commence aux quarts de finale avant des matchs de classement.

## Tournoi

### Quarts de finale
| Date   | Équipe 1 | Résultat      | Équipe 2 |
| ------ | -------- | ------------- | -------- |
| 22 mai | Portugal | 11 - 1        | Pologne  |
| 22 mai | Espagne  | 3 - 3 (t.a.b) | Russie   |
| 22 mai | Suisse   | 9 - 3         | France   |
| 22 mai | Italie   | 2 - 5         | Hongrie  |

### Demi-finale
| Date   | Équipe 1 | Résultat | Équipe 2 |
| ------ | -------- | -------- | -------- |
| 23 mai | Suisse   | 6 - 1    | Hongrie  |
| 23 mai | Espagne  | 7 - 6    | Portugal |

### 5eà la8eplace
| Tour        | Équipe 1 | Résultat | Équipe 2 |
| ----------- | -------- | -------- | -------- |
| Demi-finale | Russie   | 6 - 1    | Pologne  |
| Demi-finale | France   | 3 - 1    | Italie   |
| 7e place    | Pologne  | 4 - 3    | Italie   |
| 5e place    | Russie   | 8 - 4    | France   |

### 3eplace
| 24 mai 2009 | Portugal | 7 - 5 | Hongrie |  |  |
|             |          |       |         |  |  |

### Finale
| 24 mai 2009 | Espagne | 6 - 4 | Suisse |  |  |
|             |         |       |        |  |  |

## Classement final
| Place | Équipe   |
| ----- | -------- |
| 1     | Espagne  |
| 2     | Suisse   |
| 3     | Portugal |
| 4     | Hongrie  |
| 5     | Russie   |
| 6     | France   |
| 7     | Pologne  |
| 8     | Italie   |

## Récompenses individuelles
Trophées individuels décernés à la fin de la compétition :
- Meilleur joueur :  Nico
- Meilleur buteur :  Madjer
- Meilleur gardien :  Nico Jung